# Rejsekort
 Ikke at forveksle med Rejsekort (virksomhed).
Rejsekort er et elektronisk billetsystem til offentlige transportmidler i Danmark. Virksomheden Rejsekort A/S har sammen med leverandøren East-West Denmark Aps (der er ejet 80 % af Thales og 20 % af Accenture)[kilde mangler] det overordnede ansvar for driften og udviklingen af kortet.[kilde mangler]
Rejsekortsystemet er taget i brug i det meste af Danmark, og i Nordjylland og på Vestsjælland afskaffedes klippekortene i 2013. I Hovedstadsregionen var det oprindelig planen at stoppe salget af klippekort fra sommeren 2013, men det først udskudt til den 1. juni 2014 og siden til den 12. oktober 2014. Salget af klippekort til brug i hovedstadsområdet stoppede endegyldigt den 8. februar 2015, og den 30. juni samme år var sidste anvendelsesdato. I september 2014 var der udstedt 900.000 rejsekort i Danmark. Ved udgangen af 2016 var der 2 mio. aktive rejsekort, svarende til at 7 ud af 10 brugere af kollektiv trafik har et rejsekort til rådighed.
Systemet har været genstand for kritik, bl.a. fordi leverandørerne ikke kunne overholde de aftalte tidsfrister og i juli 2008 kun havde indledt mindre dele af de lovede pilotdriftsforsøg. Som følge heraf måtte tidsfristerne genforhandles i en række tillægsaftaler. Der har også været rettet kritik af den samlede pris for kortet, prisen for brugerne, der ofte overskrider prisen på traditionelle billetter, brugervenligheden, teknologien, pålideligheden og datasikkerheden.[kilde mangler]
Systemet med elektronisk betaling af rejser findes flere steder i verden, og det danske ligner disse ganske meget, da det på samme måde integrerer betaling af flere forskellige typer offentlig transport. I London findes f.eks. Oyster fra 2003, der dækker ca. 34 mio. mennesker. Det danske rejsekort skiller sig dog ud ved stort set at være landsdækkende.

## Taksering
En af grundtankerne bag rejsekortet var at afskaffe de forskellige amtslige takseringssystemer. De var alle zonetakstsystemer, men varierede på prisudregningsmetoden. Samtidigt var der især for DSB et problem med, at rejserne ofte begyndte i ét amtsligt system og sluttede i et andet. DSB havde derfor sit eget overordnede system, der skulle håndtere rejser mellem amter og samtidigt kunne følge amtslige regler for rejser inden for samme amt.[kilde mangler]
Den oprindelige grundtanke i rejsekortets takseringssystem var, at det skulle være ren afstandsberegning fra rejsens start til rejsens afslutning, uanset hvor mange og hvilke transportmidler der blev benyttet undervejs. Dette kunne dog hurtigt give problemer pga. Danmarks geografi, hvor rejser med offentlig transport normalt vil foregå via Fyn og dermed belaste systemet voldsomt, selv om der ville være relativt kort i fugleflugtslinje mellem start og destination. Et andet problem var, at man med den konstruktion kunne opnå en rabat ved at benytte bus ved starten og afslutningen af rejsen, hvis disse bragte en nærmere det oprindelige udgangspunkt, end togrejsen havde gjort.[kilde mangler]
Resultater er blevet, at man med udgangspunkt i trafikselskabernes zoner betaler en pris, der bestemmes af antal af zoner i fugleflugt mellem start og slut. Ved rejser indenfor takstområderne er der for hvert antal zoner fastsat en maksimal rejsetid. Rejser man ud over denne maksimale rejsetid for det antal zoner, man rejser i fugleflugt, betaler man for det antal zoner, som skal til, for at ens tidsforbrug er inden for den maksimale rejsetid. Ved regionale og landsdækkende rejser er tid ikke en faktor; man betaler kun for længde i zoner. Hvis man på sin rejse mellem A og B kommer forbi X, og både zoneafstanden A-X og zoneafstanden B-X er længere end zoneafstanden A-B, betaler man i praksis for to rejser (A-X og X-B).

## Teknik

### Overordnet
Rejsekort baserer sig på et trådløst smartcard med terminaludstyr på stationer og i busser, RFID. De kommunikerer regelmæssigt med et centralsystem, hvor udførte transaktioner sendes til afregning og visning på internet over kunder, og internetbetaling, opsætningsdata mv. sendes ud til de decentrale systemer.

### Det fysiske rejsekort
Rejsekort er et trådløst smartcard, som indeholder oplysninger om korttype, indehaver, rejsestatus samt indestående beløb og tidligere foretagne rejser. Grundidéen er, at det er kortet, der er det styrende og at det bærer alt kendt information. Dette muliggør en kontrol af den rejsende til enhver tid ved at aflæse kortet med en håndterminal.
Rejsekortet er krypteret og beskyttet via nogle systemnøgler, der giver adgang til at læse eller skrive på kortet.
Rejsekortet er baseret på Mifare Classic-kort, som er et kort, der er blevet let og hurtigt at bryde krypteringen på. Det er planen, at man i perioden 2013-2016 vil gå over til Mifare Plus-kort, hvor kortsikkerheden er højere. I Holland har der været eksempler på, at sårbarheden på Mifare Classic kunne udnyttes.

### Terminaludstyr
Kortet arbejder sammen med ind- og udtjekningsterminaler. Disse er placeret ved ind- og udgange på stationer og i busser.
Ved at holde kortet hen til en indtjekningsterminal kan terminalen tjekke, om kortet er gyldigt, og om der er penge på kortet. Hvis dette er tilfældet, vil terminalen foretage et tjek ind og kvittere med et bip. Terminalen er udstyret med et display, der viser supplerende informationer. Kortet vil nu indeholde oplysninger om, at det er tjekket ind, og hvor det er sket, samt at der vil være trukket et beløb fra kortet til dækning af rejsen for det tilfælde, at der ikke tjekkes ud ved afslutningen på rejsen.
Ved indtjekning bliver kortet opdateret på diverse oplysninger som f.eks. automatisk optankning, om kortet er under mininumsgrænsen, opdatering af saldo i forbindelse med optankning via internettet og ændringer af tankop-aftale.
Når kortet holdes op mod en udtjekningsterminal, vil kortet foretage et tjek-ud. Det vil sige at rejsens slutpunkt vil blive registreret. Samtidig vil rejsens pris blive udregnet, og saldoen på kortet bliver justeret, så det samlede beløb, der er trukket for rejsen, svarer til rejsens pris, og kortets status vil blive ændret til tjekket-ud.
Terminaludstyr i busser og på stationer er et standard system, som er let tilpasset til danske formål og indpakket i et nyt design. De kommunikerer med en computer i hver bus eller på stationen, som samler transaktionsdata fra terminaler og har lister over spærrede kort og de opdateringer, som skal lægges på kortet, hvis det kommer forbi denne station eller bus.
Kommer et kort i en lomme utilsigtet for tæt på en terminal, kan det blive aflæst, uden at det var hensigten. Dette kan forhindres ved at anbringe kortet i en metalæske eller tilsvarende metalbeskyttelse, der virker som et Faradaybur, så kortet skal tages ud af æsken for at kunne aflæses og opdateres.

### Øvrige udstyr
Derudover er der automater på stationer mv, samt udstyr på salgssteder som stationer, kiosker og kundecentre.

### Det centrale system
Bag terminaludstyret er der et centralsystem, system - back-office, som bruges til at administrere og styre kortet, samt at yde service overfor kunder via internettet.
Stationerne kommunikerer med det centrale system ca. hver 4. time og busserne mindst 1 gang i døgnet, når de står parkeret ved garageanlæg el.lign.
Backofficesystemmet består bl.a. af:
- Håndtering af rejsetransaktioner fra busser og stationer.
- Oprettelse af kort, spærring af kort.
- Håndtering af tankop aftaler.
- Håndtering af opsætning af takstsystem og takster.
- Afregning af indtægter til trafikselskaberne.
- Håndtering af takstsystem, priser, zone mv.
- Internetportal til kundebetjening.
- Brugerhåndtering for medarbejder i trafikselskaber mv.
- Regnskab.
- Statistik

### Forskelle imellem det danske system og andre systemer
De forskelle der her:
- fælles system for hele landet
- hele rejsen er sammenhænge i hele landet uanset trafikselskaber
- tankop og tankop aftaler var med fra starten
- der er fælles system til kundeservice, salg mv.

Det danske system er fælles for alle danske trafikselskaber. Det hollandske system, som kommer fra den leverandør, er det centrale system mindre end i Danmark og mange af funktionerne varetages af de tilsluttet selskaber. Erfaringerne i Holland har været at det har kompliceret forholdet imellem leverandøren og trafikselskaberne, og det ville man i Danmark undgå ved at samle kontakten i mellem leverandøren og trafikselskaberne i et fælles selskab. Man havde håbet på stor genbrug fra Holland, men det meste af back-office-systemet er blevet nyudviklet til det danske rejsekortsystem.

### Fremtiden
Rejsekort A/S følger udviklingen af NFC.
Da RFID chippen som bruges af rejsekortet er konvertibel med teknologien i NFC. Dog mangler en infrastruktur til at håndtere det, da der mangler aftaler og organisation på området.
Derudover har Rejsekort A/S tanker om at udvikle en app til NFC-mobiltelefoner, der kan bruges til aflæsning af kortet og opladning af rejsekortet. I 2021 udførtes analyser som forberedelse for udvikling af en app.

## Historie
- Idéen til rejsekort opstod i midten af 1990'erne, og var oprindeligt et samarbejde mellem DSB, Ørestadsselskabet (Metroselskabet) og HT (Movia).
- 2003 stiftede trafikselskaberne, amter og kommuner "Rejsekort A/S", der skulle skal stå for udviklingen, udbudshåndteringen og gennemførslen af projektet.
- 2005 blev rejsekortet vedtaget i Folketinget og blev indskrevet i "Lov om trafikselskaber".[15][16]
- 2005 afgjordes udbuddet af rejsekortet, med East-West Denmark Aps som vinder.[17][18]
- 2007 startede en pilottest, men i mindre omfang end aftalt. Tidsfrister blev udskudt.[19]
- 2008 forhandlede Rejsekort A/S om den 4. tillægsaftale. Under forhandlingerne truede Movia med at trække sig ud pga. yderligere udskydelse af projektets tidsfrister.[20] Den nye tillægsaftalen blev indgået i juni 2008.[21][22][23] Den nye aftale medførte, at organisationen på begge sidder blev styrket – Rejsekort A/S gik fra 11 til 16 medarbejdere i slutningen af 2008, 31 medarbejdere i 2009 for at få en mere aktiv styring af projektet fra Rejsekort A/S.[24] Der kom en ny tidsplan, hvor projektet blev 3 år forsinket i forhold til de oprindelige planer og direktøren blev udskiftet.[25]
- 2009-10 blev der installeret udstyr til Rejsekort på flere større S-togsstationer, bl.a. på Hillerød Station og Københavns Hovedbanegård.
- Efteråret 2009 startedes en ny forhandling om version 5 og tillægsaftale 5.[26][27] Man valgte at kigge på økonomien i projektet og at forsinke projektet endnu et år. Det blev behandlet i et samråd i Folketingets Trafikudvalg den 30. januar 2010.[28][29] På det tidspunkt regnede de[hvem?] med at aftalen ville blive indgået i april 2010. Den 11. februar 2010 sendte Transportministreret et brev[forklar yderligere] om den kommende kapitaludvidelse.[30]
- Februar 2010 kunne man på jernbanestrækningen fra Næstved og til Nakskov bruge rejsekortet i stedet for Boomerangkort.[31] Senere blev området udvidet til Rødby F Station og strækningerne til Ringsted, Køge og Roskilde, samt Østbanen til Rødvig og Faxe Ladeplads.
- April 2010 blev driften udvidet til hele Nordvestsjælland, og fra den 6. juni 2010 kunne man bruge rejsekortet i hele Movias Takstområde Vest.[32]
- September/oktober 2010 beklagede kommuner og regioner over sig over økonomien.[33] Et notat fra Trafikselskaberne i Danmark angav, at det kostede 150 mio. kr. om året at drive rejsekortsystemet.[34] Ministeren indkaldte hurtigt til et møde med Trafikselskaberne,[35] og det viste sig at et notat var lavet til forhandlingerne mellem finansministeren, kommunerne og regionerne.[forklar yderligere - herunder hvad problemet var] Notatet var under det forløb[hvilket?] blevet trukket tilbage og var vendt tilbage igen.[36][37]
- Oktober 2010 blev et pilotprojekt i Nordjylland stoppet inden dets igangsættelse; det skulle have været i gang den 10. oktober 2010.[38]
- 2. november 2010 var der samråd i Trafikudvalget om rejsekortets økonomi.[39] I den forbindelse havde transportsministeren af Gartner fået udarbejdet et notat om status på projektet.[40]
- December 2010 fik East-West Denmark Aps efter flere udskydelser 14 dage til at undersøge, om de er i stand til at udføre opgaven; ellers ville projektet blive lukket ned.[41][42] De vendte tilbage og meldte, at projektet ville være landsdækkende i 2012 med op til 500.000 kunder. Som resultat af forhandlingerne blev Tillægsaftale V indgået, hvor der blev sat en ny ramme for samarbejdet imellem Rejsekort A/S og East-West.[43] De skulle nu melde tilbage til trafikministeren månedligt for at rapportere at tidsplanen blev fulgt.
- 1. april 2011 blev salget af klippekort i Vestsjælland stoppet, og købte kort kunne bruges indtil 1. oktober 2011.[44] Det var det første område, der gik i fuld drift med rejsekortet.
- April 2011 behandlede Folketingets Finansudvalg et aktstykke om hvorvidt der skulle indskydes mere kapital i Rejsekort A/S.[45] Den nye kapital skulle i givet fald bruges til at dække Rejsekort A/S' driftsudgifter indtil 2014, hvor et fastprisprodukt til erstatning for periodekort ville give de nødvendige indtægter. Aktstykket blev tiltrådt af et flertal i Finansudvalget den 5. maj 2011.
- 16. maj 2011 startede pilotdrift op i Aalborg-området.[46][47]
- 15. juni 2011 kom Rigsrevisionen med deres beretning om projektet.[48] Der var især kritik af styringen af projektet indtil 2008, og Statsrevisorerne kritiserede, at forsinkelsen nu var kommet op på 4 år.[49]
- 15. august 2011 blev anvendelsen af rejsekortet udvidet til regional- og intercitytog på jernbanestationerne fra og med Høje Taastrup Station til og med Østerport Station, samt nogle enkelte buslinjer.[50]
- 10. oktober 2011 blev anvendelsen udvidet til Aalborgs metro-, by-, basis-, nat- og lokalbusser, jernbanen Hobro-Frederikshavn (herunder Aalborg Nærbane), samt jernbanerne[hvorfra?] til Hirtshals og Skagen.[51]
- 24. oktober 2011 blev rejsekortet taget i brug i busserne i Sydsjælland og Lolland-Falster, og Boomerang-kortet blev afskaffet.[52]
- 28. november 2011 blev brugen af rejsekortet udvidet til alle jernbanestrækninger i hovedstadsområdet.[53]
- Juni 2013 besluttede trafikselskaberne, at brugen af klippekort skal fortsætte endnu et år i hovedstadsområdet, som følge af problemer med bl.a. rejsehistorik og salgssystemer for rejsekortet.[54][55]
- På et tidspunkt[hvornår?] blev stoppet for salg af klippekort i hovedstadsområdet udsat til den 12. oktober 2014.[kilde mangler]
- Pr. juni 2014 var der udstedt 800.000 rejsekort i Danmark.[56]
- 8. september 2014 meddelte Direktørsamarbejdet i hovedstaden (DSB, Movia, Metroselskabet og Trafikstyrelsen), at salget af klippekort i hovedstadsområdet skulle forlænges til den 9. februar 2015.[57]
- Primo september 2014 var der udstedt 900.000 rejsekort.[57]
- November 2014 var der udstedt 1.000.000 rejsekort.[58]
- I januar 2015 oplyste Rejsekort A/S, at rejsekortbrugere siden januar 2013 havde sparet i alt 130 mio. kr., heraf 100 mio. kr. alene i hovedstadsområdet, ved at rejse uden for myldretiden.[59]
- 8. februar 2015 stoppede salget af klippekort i hovedstadsområdet.[60]
- Med virkning fra midten af 2016 tilmeldte FynBus sig i oktober 2014 som det sidste trafikselskab ordningen, som derved blev landsdækkende.[61]

## Rejsekort A/S
Rejsekort A/S ejes af:
- Trafikselskabet Movia
- DSB
- Metroselskabet
- Sydtrafik
- Midttrafik
- Nordjyllands Trafikselskab
- Öresundstågen kun til Malmö Hyllie, Malmö Triangeln og Malmö C

## East-West Denmark ApS
Leverandøren af rejsekortets teknik og programmel er East-West Denmark ApS.
Firmaet ejerkreds er:
- 80 % Thales
- 20 % Accenture

Hvor Thales står for udvikling af hardware og infrastruktur og Accenture står for drift af systemet. Begge udvikler software.
Accenture har udliciteret driften af det centrale it-system til IBM.

### Thales
Thales er en meget stor fransk baseret international virksomhed med 68.000 ansatte i 50 lande. De udvikler systemer inden for luftfart, rumfart, sikkerhed og forsvar. Rejsekortet udvikles af sikkerhedssektionen, som står for lignende systemer i Holland og en lang række metroer og toglinjer i mange lande.

### Accenture
Accenture Danmark er en del af en global virksomhed med udspring i USA. De leverer konsulenter og komplette løsninger inden for software og tilbyder outsourcing af drift og udvikling.
Accenture har i alt 175.000 medarbejdere i 49 lande. Accenture Danmark har 550 medarbejdere.

## Kritik
Rejsekortet og ikke mindst processen med at indføre det har været udsat for megen kritik, heriblandt prisen for systemet, prisen for brugerne, brugervenlighed, kryptering og pålidelighed.
Et hyppigt kritikpunkt er, at brugere let glemmer eller ikke har mulighed for at tjekke ud efter togturen. Dermed beholder trafikselskaberne forudbetalingen på 50 kr., og trafikselskaberne modtager dermed en ekstra indtjening. Ekstra Bladet skrev i slutningen af november 2014, at dette var sket 816.000 gange mellem 1. januar og 9. november dette år, fordi passagerer havde glemt at tjekke ud. I 2013 var tallet 614.000 for hele året. Forbrugerrådet mente at "Det er beviset for, at rejsekortet er vanskeligt for folk at bruge korrekt.". Samtidig udtalte deres transportpolitiske medarbejder at "Det såkaldte skifte-tjek-in generer kunderne, og formålet er udelukkende at hjælpe trafikselskaberne til at fordele penge mellem hinanden". Mere end 98 % af kunderne huskede at tjekke korrekt ud, ifølge direktør Bjørn Wahlsten.
Undersøgelser har også vist, at rejsekortet ikke har fået flere til at vælge offentlig transport.
Den store kritik samt tekniske problemer særligt med prissætning af billetter fik DSB, Movia og metroen til at udskyde afskaffelsen af klippekort i hovedstadsområdet fra 1. juli 2013 til sommeren 2014. Dette er efterfølgende udskudt til den 12. oktober 2014. DSB har selv kaldt kortet "Forsinket, for kompliceret og for dyrt". I september 2014 blev stop for salg af klippekort i hovedstadsområdet endnu engang udsat, denne gang til 8. februar 2015, der rejsekortet stadig ikke kunne afløse klippekortet.
Rejsekortet A/S lagde selv en liste ud med fejl, der var registreret, men den blev heftigt kritiseret af en ekspert på området i september 2013, da den indeholdt store mængder sager, som allerede var afsluttet, og derfor ikke gav et retvisende billede af rejsekortets fejl. Listen blev betegnet som et "skønmaleri" af problemerne, da en del problemer slet ikke var inddraget i listen.
I juni 2013 afleverede Venstrepolitiker Kristian Pihl Lorentzen en liste med 85 klager over rejsekortet til transportminister Henrik Dam Kristensen (S. Listen indeholdt bl.a. punkter om, at blinde ikke kunne få oplyst prisen på rejser, leveringstiden af kortet og højere priser end ved brug af traditionelle billetter. Mellem juli og september 2014 havde mere end 43.000 henvendt sig til Rejsekortets kundeservice pga. problemer. Dette svarer til omkring 500 hver eneste dag.
I november 2014 kritiserede flere trafikselskaber Rejsekortets reklamer for at være misvisende, da de lovede at kortet kunne bruges i hele landet, på trods af at hverken Midttrafik i Midtjylland eller FynBus på Fyn var tilmeldt ordningen.

### Pris på rejser og takstsystem
På nogle strækninger er dyrere ved brug af rejsekort end almindelige billetter, hvor DSB's takstsystem bruges parallelt med det takstsystem rejsekortet bruger. DSB's takstsystem har inddeling i strækningsvis, mens rejsekortet er fladedækkende og udregnes efter fugleflugtslinje. De forskelle i principperne i takstsystemerne kan medføre at prisen på almindelig billet kan være mindre end normalpris på samme strækning. For studerende og pensionister, som bruger wildcard eller 65-billetter, gives rabat på billigdage, mens rejsekort bruger på bestemme tidspunkter for start af rejser.
I 2013 kom der knap 500.000 nye brugere af Rejsekortet, men i en undersøgelse af analysebureauet Epinion ville under halvdelen anbefale Rejsekortet til andre, hvilket var en tilbagegang i forhold til 2012. Samtidig var et pænt stykke over halvdelen af de adspurgte utilfredse med overskueligheden af billettyper, rabatordninger og gennemskueligheden af priserne. Alligevel betegnede direktør Bjørn Wahlsten det som en succes idet han mente at "Antallet falder... fordi man ikke anbefaler et produkt til folk, der har det i forvejen". Trafikstyrelsen var på dette tidspunkt i gang med finde løsning for et fælles takstsystem på Sjælland, som skulle træde i kraft fra januar 2015.
I marts 2014 blev det annonceret at Movia, DSB, Metroselskabet og Trafikstyrelsen ville ændre takstsystemerne på Sjælland, for forenkle og harmonisere dem. Trafikstyrelsen gav i juni 2014 tre bud på, hvordan man kunne rydde op i de forskellige takstsystemer, der hersker på Sjælland, men uenighed mellem DSB, Movia og Metroselskabet forhindrede, at takstsystemer kunne blive ensartet til januar 2015. Dette fik transportministeren Magnus Heunicke til at bede trafikselskaberne om endnu engang at finde en løsning.
En undersøgelse foretaget af Politiken viste at rejsekortet ofte ikke tager højde for pensionist- og studierabatter. På trods af dette meddelte Rejsekortet A/S at man kunne stole på de priser, som rejsekortet oplyser på nettet, selvom en række passagerer har oplyst at disse priser ikke stemmer overens med de faktiske priser.
Rejsekortet har oplevet snyd, fordi passagerer fandt ud af, at det var billigere at betale bøden på 50 kr. frem for at betale for den egentlige rejse, ved meget lange rejser.. Dog er i reglerne for rejsekortet at ved mistanke om misbrug af det, kan kortet spærres efter tre manglede tjek ud.
Anden kritik lyder på, at man bliver snydt af rejsekortet, fordi det til tider ikke afregner korrekt i forhold til det antal zoner, som egentligt er kørt. Ligeledes kan rejsende risikere at betale ekstra for deres rejse, hvis der er forsinkelser, hvilket Forbrugerrådet Tænk har kaldt "groteskt" og "fuldstændigt uigennemskueligt".
I november 2010 oplyste transportminister Hans Christian Schmidt at rejsekortet hidtil havde kostet 765 mio. kr. i et svar til Enhedslisten. Dette tal inkluderede dog ikke installation af rejsekortudstyret.
DSB har brugt mere end én milliard kroner, på at indføre rejsekortet. Prisen for de Danske Regioner har ifølge et notat fra 2010 været 150 mio. kroner for at indføre og drive rejsekortet, hvilket var langt mere end antaget. Notatet viste sig efterfølgende at være en bevidst overdrivelse for at få mere tilskud til projektet, da de 150 mio. allerede var medregnet i budgetterne. Ifølge Ingeniøren har det kostet over to milliarder kroner, at udvikle og indføre kortet.
FynBus, der tilslutter sig ordningen i 2016, har udtrykt ønske om at få rabatsystemet, så pendlere kan bruge den rabat de optjener på Fyn og i Jylland med over Storebæltsbroen, da den nuværende ordning ikke tillader dette.

### Teknologi og sikkerhed
Teknologien og ikke mindst sikkerheden af krypteringen i kortet er blevet kritiseret. Dog vil nye kort være af en nyere type, som ikke har de samme sikkerhedsproblemer som det oprindelige.
Det fynske trafikselskab FynBus agter at vente så længe som muligt med at indføre Rejsekortet.
FynBus har allerede et elektronisk billetsystem kaldet Kvikkortet, der også kan bruges af pendlere. Rejsekortet vil altså betyde at selskabets pendlere vil skulle gå tilbage til papkort.
Det betyder at kortet i første omgang ikke blev landsdækkende, som det ellers er planen i 2012.
Region Midtjyllands trafikselskab Midttrafik har længe ønsket ikke at deltage i Rejsekortet af økonomiske årsager, men har i starten af 2013 alligevel valgt at blive en del af rejsekortet.
Teknologien bag rejsekortet er blevet kaldt forældet, og flere har påpeget, at man i stedet burde benytte smartphones til det samme. I december 2012 modtog rejsekortet den lidet flatterende pris "Årets Amanda" ved So ein Ding Awards 2012. Prisen går til teknologiske fadæser, og rejsekortet fik prisen, fordi det allerede fra startet var en forældet teknologi, der for længst er overhalet af muligheder med eksempelvis smartphones. Fra april 2014 ophører supporten til Windows XP, som er det styresystem, som standerne bruger. Efter dette vil det ikke være muligt at få flere sikkerhedsopdateringer. I december havde rejsekortet ingen planer om at opdater systemet.
Standerne til ind- og udtjekning og teknologien i dem har fået kritik, idet der ofte går mere end syv dage, fra data sendes fra standeren til det centrale it-system. Problemet blev først opdaget efter længere tid, hvilket i særdeleshed var genstand for kritikken.
 Problemer med misvisende information fra personale om, hvilke standere der skal bruges til check ind ved skift af transportmiddel fik i november 2013 direktøren for rejsekortet, Bjørn Wahlsten, til at love, at det var valgfrit hvilken af standerne man benyttede. Flere kunder havde fået besked om, at bruge en stander, der var tilknyttet det transportmiddel man skiftede til. Dvs. at et skift fra bus til metro krævede at mellem check-ind på en stander tilknyttet metroservicen.
Chauffører i landets busser har oplevet problemer med kortet, der på dagsbasis fejler. Systemet ikke altid viser, hvilken zone bussen befinder sig i, hvilket betyder at passagerne ikke er sikre på at få den rette billet.
I februar 2014 oplevede rejsekortet et stort nedbrud, hvor standere i hele landet var sat ud af funktion som følge af en forkert softwareopdatering, blev passegerer først afkrævet at indløse billet på anden vis. På trods af opfordringer afviste DSB i første omgang at lade passagerne køre gratis. Transportminister Magnus Heunicke tweetede, at nedbruddet brude gøre det gratis for brugere af rejsekortet, at rejse med offentligtranport. Alle landets trafikselskaber meddelte efterfølgende, at passagerne kunne køre gratis under nedbruddet. Nedbruddet og håndteringen af det blev kritiseret af en ekspert i betalingsteknologier, da det viste, at der ikke var klart, hvem der stod med ansvaret og klar kommandogang. Flere passagerer oplevede dog at betale strafgebyr på trods at forsikringer om, at det var gratis at rejse. Nedbruddet kostede 3,5 mio. kr. for trafikselskaberne. Kunder, der havde fået et strafgebyr ved nedbruddet, fik senere pengene retur fra Rejsekortet A/S.
Version2 meldte i november 2014 om, at manglende NFC-teknologi gjorde, at kunder risikerede ikke at kunne tjekke ind, hvis de tog hele tegnebogen hen foran standeren, på trods af, at hverken kort eller stander var i stykker. Årsagen var i stedet andre plastikkort i pungen der bruger såkaldt MiFare-teknologi. Rejsekortet tillader ellers at det kan lade sig gøre, men det er et bevidst fravalg fra firmaets side.

### Brugervenlighed
En undersøgelse fra DTU fra efteråret 2013 gav rejsekortets brugevenlig en score på 57 %. Problemerne, som rapporten inkluderede, talte bl.a. folk der glemte at tjekke ud, skift undervejs på rejsen og flere mennesker, der rejser på samme rejsekort. Problemer med minimumsbeløbet, der skal være tilgængeligt på kortet, for at det kan bruges, blev også nævnt. Med dette fulgte vanskeligheder og ventetid ved optankning. Muligheden for at medbringe hunde og cykler var ligeledes blandt problemerne med kortet, da det blev fundet besværligt at lave såkaldt "multi-check-ind", selv for buschauffører.
Systemet er også blevet kritiseret af Forbrugerrådet for at være forvirrende bl.a. pga. standerne til ind- og ud-tjekning ligner hinanden for meget. Flere eksperter, fra bl.a. DTU Institut for Mekanisk Teknologi, har kritiseret systemets brugervenlighed. Forbrugerrådet har også kritiseret reklamekampagner, der lokker med 20 % rabat ved brug af rejsekortet, idet det kun gælder uden for myldretiden. Samtidig blev det kritiseret at man kunne opleve at skulle betale mere for sin rejse ved brug af rejsekortet, end ved køb af almindelig billet. I november 2013 kom det frem, at man vil gøre ind- og udtjekningsstanderne hhv. grønne og røde på baggrund af kritikken. Ændringen sker efter, at forsøg havde vist en positiv effekt ved at udstyre standerne med et rød og grønt bælte.
Flere har også kritiseret udtjekning, fordi det er svært at huske. Mere end 200.000 gange har folk fået hævet et gebyr på 50 kr i 2012, fordi de har glemt at tjekke ud. Desuden bliver brugere sat i karantæne, hvis de glemmer at tjekke ud flere gange. Dette er overgået mere end 300 brugere af systemet, og er blevet kritiseret, idet det kan ramme de forkerte, da man kan blive nægtet rejsekortet, hvis man er i karantæne. En psykolog har ligeledes kritiseret udtjekningen, der er et særigt problem for børn at huske.
I november 2013 skrev DR at én ud af 50 brugere glemte at tjekke ud med kortet, hvilket havde kostet over 700.000 dummebøder siden 2008. Andelen i København var højere end resten af landet, hvilket blev forklaret med manglende rutine.
Gennemskueligheden i prisen for en rejse og tilgængeligheden af optankning er ligeledes punkter, som er blevet kritiseret flere gange. Det er ikke muligt at vide, hvor meget en rejse koster, inden man påbegynder den, hvilket gør systemet uigennemskueligt.
Kortet er vanskeligt at tanke op med kontanter, og optankningen kan også tage flere timer selv med kreditkort, hvis man ikke bruger automatisk optnanking.
Forburgerombudsmanden Henrik Øe har kritiseret det uigennemskuelig takstsystem, da det som bruger er svært at få overblik og priser og takster og navnlig, hvornår man sparer penge.
Endvidere har flere erfaret, at når de kommer for tæt på rejsekortets standere, så tjekker rejsekortet selv ind eller ud, selv om rejsekortet ligger i en taske eller jakkelomme. Det skyldes, at standere kan skanne igennem tøj og tasker. Derfor anbefales det at holde afstand til standere, hvis man ikke skal tjekke ind eller ud. I modsat fald kan det ende med en bøde på 750 kr., hvis kortet tjekker sig selv ud, inden rejsen er slut.
Turister lider ligeledes under kortet indførelse, da de er tvunget til at anskaffe et anonymt rejsekort, der koster 80 kr, eller købe billetter, der koster det dobbelte af klippekort. HORESTA har kritiseret Rejsekortet for at være uhåndterligt for turister; således skal en turist der opholder sig en dag i København og tager en tur ud af hovedstadsområdet betale 750 kr, restbeløbet kan kun refunderes ved personlig henvendelse til et kontor. 
Måden at bestille rejsekortet på er også blevet kritiseret, da det involverer, at man skal oplyse sine kortoplysninger over telefonen, hvilket mange kan være utrygge ved. Forbrugerrådet har også kritiseret, at man skal opgive sit CPR-nummer for at få adgang til rabatordningerne ved rejsekortet.
Ligeledes er det blevet kritiseret, at man ikke modtager en kvittering, når man tjekker ind eller ud, hvilket gør det umuligt at bevise, om man er tjekket korrekt ind eller ud. Dette er bl.a. blevet påpeget i november 2014 af Forbrugerrådet kun få måneder inden salget af klippekort stoppede. Problemet med de manglende kvitteringer giver passagererne dårlige rettigheder, da de ikke kan få overblik over rejserne priser.
Indføringsfasen, hvor rejsekortet kun kunne bruges i nogle regioner, skabte ligeledes forvirring, særligt ved rejser gennem flere regioner. Det fik Forbrugerrådet til at anbefale Movia skulle gå tilbage til klippekortet i de berørte områder, indtil rejsekortet fungerede ordentligt. Forskellige pris- og takstsystemer blev også pointeret som forvirrende og besværlige for brugerne af en trafikforsker fra Aalborg Universitet.
Forbrugerombudsmanden har kritiseret, at det ikke er muligt at se rejser 13 måneder tilbage på hjemmesiden, for at kunne kontrollere misbrug. I øjeblikket er det kun muligt at se de seneste 200 rejser, men Bjørn Wahlsten har udtalt at der vil komme en løsning i 2014. Ligeledes har forbrugerombudsmanden kritiseret, at det var langt mere besværligt at melde sig fra "tank-op-aftale", end at melde sig til, hvilket er blevet imødekommet. Forbrugerombudmanden kritiserer også, at alternativet er at ringe til selskabet, for at få oplyst sin rejseoplysninger fra de seneste 13 måneder.
Et computerproblem i midten af juni 2013, der gjorde det umuligt for kunder at se deres rejsehistorik, fik Enhedslisten til at forsøge at finde et flertal for at forlænge brugen af klippekortet til problemet var løst. Dette blev samtidig kaldt ulovligt af forbrugerombudsmanden, da loven dikterer, at man skal kunne tjekke sine rejseudgifter på nettet, når man ikke får en fysisk billet.

### Andet
Ifølge en afstemning i oktober 2015 blandt 3546 brugere på DR.dk som afslutning på programserien 'Spild af dine penge' pegede 7 % af brugerne på rejsekortet blandt 17 kandidater som det værste spild af offentlige kroner:
- 24 %: SKAT, opkrævninger og it-systemet EFI
- 20 %: IC4
- 10 %: Eurovision-sagen
- 7 %: Rejsekortet